# Francisco Gazán

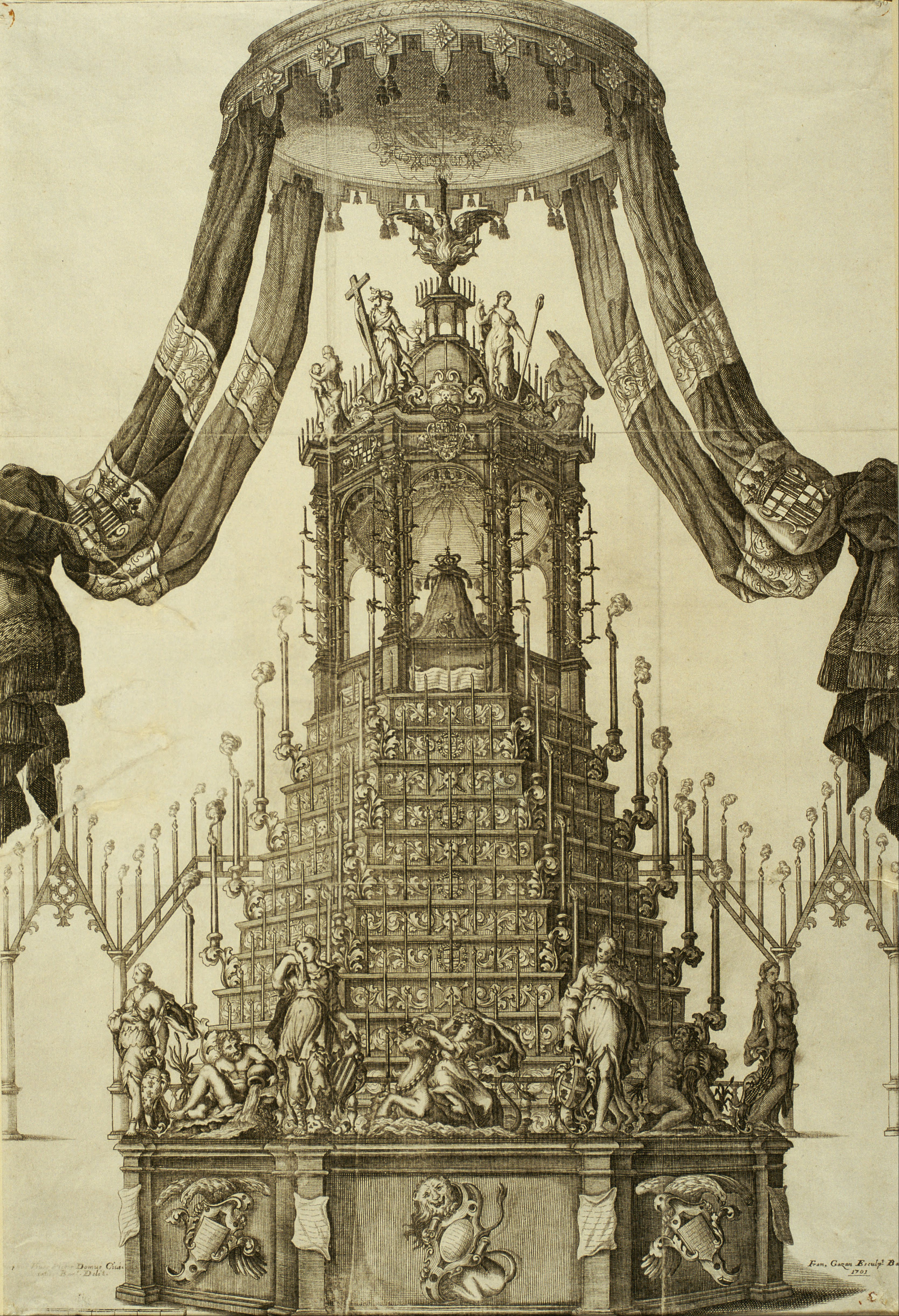
Túmulo de Carlos II alzado en la catedral de Barcelona, aguafuerte. Ilustración de la obra de José Rocaberti, Lágrimas amantes de la excelentísima ciudad de Barcelona..., Barcelona, 1701.

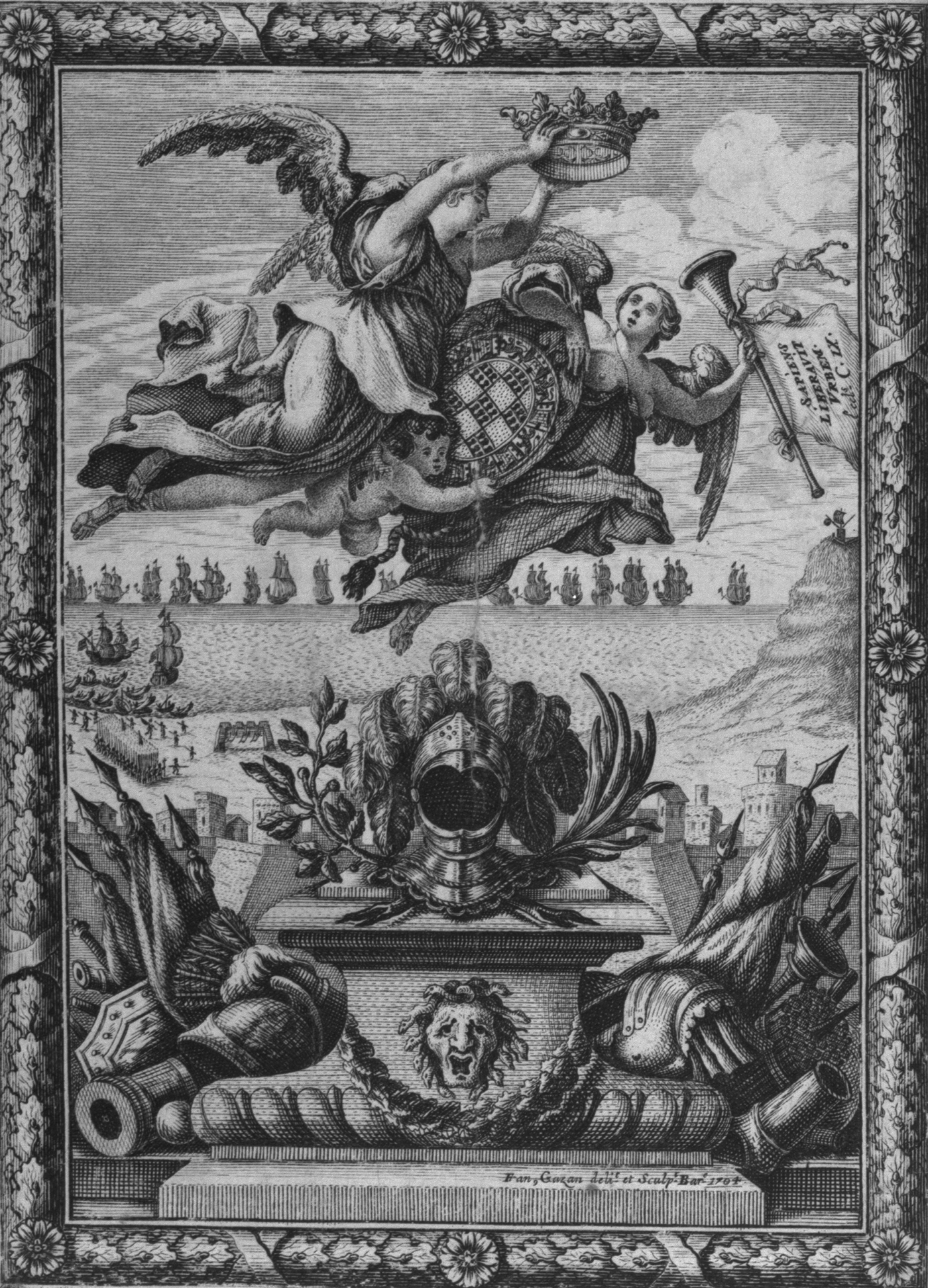
Armas de Francisco Fernández de Velasco, virrey de Cataluña, 1704, aguafuerte, Barcelona, MNAC.

Francisco Gazán (fl. 1684-1732), fue un grabador español activo en Barcelona entre 1684 y 1704 y en Madrid entre 1710 y 1732.

## Obra
Autor de un elevado número de escudos de armas calcografiados y estampas devotas, la firma de Gazán se encuentra por primera vez en la portada calcográfica de los Sermones varios del padre Antonio Rius editados en Barcelona en 1684. En 1688 proporcionó las ilustraciones de los Synodales del obispado de Gerona, con el sepulcro de san Narciso, dos perspectivas de batallas y diversos símbolos. Un año después firmó como autor del dibujo y del grabado una lámina sin título de la Virgen con el Niño en gloria de ángeles sobre el puerto de Barcelona, con el escudo de la ciudad sostenido por cisnes. Sobre dibujo del ingeniero Giovanni Gianola grabó en 1699 un Plano de Barcelona sitiada por las armas de Francia el día 12 de iunio y defendida asta 5 de agosto del año 1697, que fue entregada, conservado en cuatro hojas montadas en el Arxiu Històric de la Ciutat.
Obra importante dentro de su producción es también el grabado del túmulo erigido en la catedral de Barcelona en las exequias por Carlos II, conforme al diseño de Joseph Vives, publicado como lámina plegable en la obra del jesuita José Rocaberti, Lágrimas amantes de la excelentísima ciudad de Barcelona (...) en las magníficas exequias que celebró a las amadas y venerables memorias de su difunto Rey y Señor D. Carlos II, en Barcelona, por Juan Pablo Martí, 1701. Con igual ocasión grabó el emblema de la Academia de los Desconfiados de Barcelona, con el lema «Tutta, quia diffendes» (Segura, porque desconfía), con un barco en puerto y otro azotado por la tempestad, incorporado como frontispicio de las Nenias reales y lágrimas obsequiosas, que a la inmortal memoria del gran Carlos segundo rey de las Españas y emperador de América (...) consagra la Academia de los Desconfiados de Barcelona, en Barcelona, Rafael Figueró, 1701. Todavía en Barcelona en 1702 grabó a buril y aguafuerte una hoja volandera con unos Gozos dedicados a san Bruno, incluida la partitura, y en 1704 un aguafuerte sobre dibujo propio con las armas del virrey Francisco Fernández de Velasco, dedicado a su defensa de la ciudad de Barcelona en mayo de 1704 y su victoria sobre la flota aliada, que en la estampa aparece dando la espalda al puerto de Barcelona, que infructuosamente había tratado de ocupar.
En Madrid firmó en 1710 el retrato de fray Tomás Reluz, obispo de Oviedo, y en 1714, por dibujo de Matías de Irala, el escudo de armas de Juan Manuel Pacheco Acuña Girón y Portocarrero, marqués de Villena. También por dibujo de Irala grabó el retrato del arzobispo de Granada Martín de Azcargorta y por dibujo de Salvador Jordán el de Francisco de Quevedo para la edición de la Vida y obras posthumas de D. Francisco de Quevedo y Villegas de Pablo Antonio de Tarsia, publicada en Madrid en 1720 por Juan Martínez de Casas.